# Старые мельницы
«Старые мельницы» — художественный фильм, снятый на киностудии «Грузия-фильм» в 1970 году, по мотивам повести Арчила Сулакаури.

## Сюжет
Рыбак Ладо совершенно бескорыстен и готов прийти на помощь каждому в любую минуту. Его жене Юлии это не нравится, ведь она усматривает именно в этом причину их беспросветной нищеты. Зато ей нравится богатый мельник Степан, и она не скрывает своих чувств.
Рыбак глубоко переживает измену жены, но продолжает жить как и прежде, много работает и всем помогает.

## В ролях
- Коте Толорая — Ладо
- Лия Капанадзе — Юлия
- Эдишер Магалашвили — Степан
- Марина Тбилели — Мако
- Рамаз Чхиквадзе — Антон
- Георгий Гегечкори (дублировал Яков Беленький)
- Лейла Кипиани